# Paul Pellas
Paul Pellas, né à Marseille le 24 juillet 1924 et mort à Villejuif le 15 mai 1997, était un chercheur français spécialisé dans l'étude des météorites.

## Biographie
D'abord intéressé par les transformations provoquées dans des minéraux par la radioactivité naturelle, il s'est par la suite spécialisé dans l'étude des météorites. Sa personnalité et son travail ont été largement reconnus par la communauté scientifique, comme en témoigne le fait que l'association internationale Meteoritical Society (dont il a été le premier président non-américain, en 1977-78) remet chaque année depuis 2000, en association avec la Planetary Division of the Geological Society of America, le prix Paul Pellas-Graham Ryder, à l'étudiant auteur du meilleur article de l'année en planétologie.
Vers 1961, Robert M. Walker, un physicien américain, montrait à Paul Pellas des « traces » (lignes de défauts laissées dans un cristal par le passage d'une particule de grande énergie) dans du mica, induites par la fission spontanée de l'uranium. L'américain pensait que des traces semblables, induites par le rayonnement cosmique, pouvaient aussi se trouver dans les météorites et les roches lunaires. C'est à la suite de cette rencontre que Paul Pellas s'intéresse à la fois aux traces et aux météorites, qui constitueront rapidement ensemble son sujet de recherche de prédilection En 1964, Paul Pellas, Robert Walker et Michel Maurette, de l'université d'Orsay, publiaient la première observation de traces de rayonnement cosmique dans une météorite.
Directeur de recherche au CNRS, il était codirecteur du laboratoire de minéralogie des roches profondes et des météorites du Muséum national d'histoire naturelle, à Paris.
Depuis 1996, le musée de Rochechouart consacré à l'astroblème de Rochechouart-Chassenon porte son nom : espace météoritique Paul-Pellas. Une exposition permanente sur les météorites est exposée en son honneur au Muséum national d'histoire naturelle.
Au début de sa carrière de chercheur, il fut aussi acteur au théâtre et au cinéma. Il joua, en particulier, sous le pseudonyme de Paul Sorèze, le rôle de Maxime, campant Raoul Lévy le producteur emblématique des années 1960, dans Vie privée de Louis Malle, avec Brigitte Bardot. Il fut également adaptateur et dialoguiste.